# 卢子鹤
卢子鹤（1879年—1963年），四川蓬溪人，中华人民共和国政治人物。
担任川北区各界人民代表会议协商委员会副主席。1954年，当选第一届全国人民代表大会代表。